# Кристална решетка
Кристална решетка е спомагателен геометричен образ, който служи за анализ на симетрията в строежа на идеален кристал. Решетката е подобна на канава или мрежа, което дава основание точките на решетката да се наричат възли. Решетката е съвкупност от точки, които възникват от една отделна избрана точка на кристала под въздействие на транслации (симетрични преобразования). Този тип подреждане се отличава с това, че по отношение на всяка точка всички останали са разположени съвършено еднакво и прилагането на транслация към решетката я пренася успоредно като цяло така, че тя се възпроизвежда на новото място. За удобство при анализа възлите на решетката се разполагат в центровете на някои от атомите, физически съставящи кристала, или в елементите на симетрия.

## Основни понятия
- Елементарна клетка е най-малкият комплекс от атоми, които при многократното си повторение възпроизвеждат кристала, най-малката кутийка в кристалната решетка. Френският кристалограф Огюст Браве през средата на XIX в. извежда 14 елементарни клетки (решетки на Браве). По формата на елементарната клетка се определят седем сингонии (от гръцки syn – заедно и gonia – ъгъл) или кристални системи – съвкупността от елементарни клетки, притежаващи еднаква симетрия в кристалографската координатна система.
- Коефициент на компактност (Q) е отношението между обема, зает от атомите и обема на кристалната решетка.
- Равнинна плътност е отношението от площта, заета от атомите, разположени в дадена равнина и площта на дадената стена.

## Категории и сингонии
В зависимост от пространствената симетрия, всички кристални решетки се разделят на три категории. По формата на елементарната клетка се разделят на седем сингонии. Всички възможни съчетания на осите и равнините на огледална симетрия водят до разделяне на 32 класа на симетрия, а с отчитане на винтовите оси на симетрия и равнините на симетрия на приплъзване – на 230 пространствени групи.
- Нисша категория – при нея отсъстват оси на симетрия с по-висок от втори порядък. Към тази категория спадат три вида сингонии:
  - триклинна
  - моноклинна
  - ромбична
- Средна категория – при нея има само една ос на симетрия с порядък, по-висок от втори. Обхваща също три вида сингонии:
  - тригонална
  - тетрагонална
  - хексагонална
- Висша категория – това е най-високо симетричната категория с няколко оси на симетрия от по-висок от втори порядък. Към нея спада само един вид сингония – кубичната.

## Видове според симетрията
| Категория              | Нисша     | Нисша      | Нисша    | Средна       | Средна              | Средна       | Висша        | Висша |
| Сингония               | Триклинна | Моноклинна | Ромбична | Тетрагонална | Тригонална          | Хексагонална | Кубична      |       |
| Примитивен             | L1        |            |          | L4           | L3                  | L6           | 4L33L2       |       |
| Централен              | C         |            |          | L4PC         | L3C = Li3           | L6PC         | 4L33L23PC    |       |
| Планарен               |           | P          | L22P     | L44P         | L33P                | L66P         | 3Li44L36P    |       |
| Аксиален               |           | L2         | 3L2      | L44L2        | L33L2               | L66L2        | 3L44L36L2    |       |
| План-аксиален          |           | L2PC       | 3L23PC   | L44L25PC     | L33L23PC = Li33L23P | L66L27PC     | 3L44L36L29PC |       |
| Инверсионно-примитивен |           |            |          |              | Li4                 | Li6 =L3+^ P  |              |       |
| Инверсионно-планарен   |           |            |          |              | Li42L22P            | Li63L23P     |              |       |

- Триклинна кристална решетка
- Моноклинна центрирана в основата
- Ромбоедрична
- Тетрагонална обемноцентрирана решетка
- Орторомбична стенноцентрирана
- Хексагонална кристална решетка
- Кубична стенноцентрирана решетка

## Видове според физическия строеж
- Атомна кристална решетка – Атомите в атомната решетка са свързани със здрави, ковалентни химични връзки. Валентните електрони на атомите образуват общи електронни двойки между всеки два атома. Тези вещества имат голяма твърдост, висока температура на топене, не провеждат електричния ток, но са крехки. Нямат миризма и са практически неразтворими във вода. Целият им кристал може да се разглежда като една молекула. Атомна кристална решетка имат диамантът, графитът, кристалите на кварца и други.
- Молекулна кристална решетка – Веществата с молекулна кристална решетка са крехки с малка твърдост, топят се при ниска температура, не провеждат електричен ток (сяра, йод). Различават се по разтворимостта си във вода. Причината за такива свойства се крие в по-слабите междумолекулни сили, с които са свързани градивните частици.
- Йонна кристална решетка – В йонната кристална решетка йоните са свързани с йонна връзка. Веществата с такъв строеж са твърди. Йонноизградените вещества са крехки и притежават висока температура на топене. В твърдо състояние не провеждат електричен ток. По-голяма част от тях са разтворими във вода. Разтворите и стопилките им провеждат електричен ток. Такива вещества са натриев хлорид, меден сулфат, калциев дихлорид и други.
- Метална кристална решетка